# Tetsu Komai
Tetsu Komai est un acteur japonais, né le 23 avril 1894 à Kumamoto (Kyūshū) et mort le 10 août 1970 à Gardena (Californie).

## Biographie
Installé aux États-Unis, Tetsu Komai y fait carrière au cinéma et contribue ainsi à soixante-cinq films américains dès 1925 (donc durant la période du muet), comme second rôle de caractère ou dans des petits rôles non crédités. Son dernier film est Celui qui n'existait pas de William Castle (avec Barbara Stanwyck et Robert Taylor), sorti en 1964.
Entretemps, mentionnons Bulldog Drummond de F. Richard Jones (1929, avec Ronald Colman et Claud Allister), C'est pour toujours d'Henry Hathaway (1934, avec Gary Cooper et Carole Lombard), La Lettre de William Wyler (1940, avec Bette Davis et Herbert Marshall), ou encore Japanese War Bride de King Vidor (1952, avec Shirley Yamaguchi et Don Taylor).
En outre, pour la télévision américaine, il apparaît dans cinq séries de 1954 à 1960, dont Alfred Hitchcock présente (deux épisodes, 1958-1959).

## Filmographie partielle

### Cinéma
- 1926 : Vaincre ou mourir (Old Ironsides) de James Cruze : un pirate
- 1928 : Son voyage en Chine (Moran of the Marines) de Frank R. Strayer
- 1928 : Detectives de Chester M. Franklin
- 1929 : Les Nuits de New York (New York Nights) de Lewis Milestone : un serveur
- 1929 : Bulldog Drummond de F. Richard Jones : Chong
- 1930 : East Is West de Monta Bell  : Hop Toy
- 1930 : Oriente y Occidente de George Melford (version espagnole de East Is West) : Hop Toy
- 1932 : L'Île du docteur Moreau (Island of Lost Souls) d'Erle C. Kenton : M'ling
- 1932 : Le Masque d'or (The Mask of Fu Manchu) de Charles Brabin et Charles Vidor : un exécuteur
- 1932 : The Secrets of Wu Sin de Richard Thorpe : Wu Sin
- 1932 : La Grande Muraille (The Bitter Tea of General Yen) de Frank Capra : un messager du général Yen
- 1932 : Border Devils de William Nigh
- 1934 : C'est pour toujours (Now and Forever) d'Henry Hathaway : M. Ling, le directeur de l'hôtel
- 1934 : Four Frightened People de Cecil B. DeMille : le chef indigène
- 1935 : La Malle de Singapour (China Seas) de Tay Garnett : un pirate malais
- 1936 : Une princesse à bord (The Princess Comes Across) de William K. Howard : l'inspecteur Kawati
- 1936 : L'Île de la furie (Isle of Fury) de Frank McDonald
- 1936 : Annie du Klondike (Klondike Annie) de Raoul Walsh : Lan Fang
- 1937 : À l'est de Shanghaï (West of Shanghai) de John Farrow : le général Ma
- 1937 : Crime en haute mer (China Passage) d'Edward Killy : Wong
- 1939 : La Glorieuse Aventure (The Real Glory) d'Henry Hathaway : Alipang
- 1940 : La Lettre (The Letter) de William Wyler : le serveur en chef
- 1941 : Le Capitaine Marvel (Adventures of Captain Marvel) de William Witney et John English (serial) : Chan Lai
- 1941 : L'aventure commence à Bombay (They Met in Bombay) de Clarence Brown : le second du capitaine Chang
- 1941 : Crépuscule (Sundown) d'Henry Hathaway : un serviteur de Kuypens
- 1947 : Le Pays du dauphin vert (Green Dolphin Street) de Victor Saville : un chinois
- 1949 : Horizons en flammes (Task Force) de Delmer Daves : un délégué japonais
- 1952 : Japanese War Bride de King Vidor : un serviteur japonais
- 1964 : Celui qui n'existait pas (The Night Walker) de William Castle : le jardinier

### Télévision
- 1958-1959 : Alfred Hitchcock présente
  - Saison 3, épisode 37 La Voix (The Canary Sedan, 1958) de Robert Stevens : le vieil homme barbu
  - Saison 5, épisode 12 La Spécialité de la maison (Specialty of the House, 1959) de Robert Stevens : Lum Fong Ho